# AEX
De AEX Index (afgeleid van Amsterdam Exchange Index) is de belangrijkste Nederlandse beursindex. De index geeft het beeld weer van de koersontwikkeling van de 25 aandelen met de grootste marktkapitalisatie op de Amsterdamse effectenbeurs. De index volgt de waarde van een mandje van deze aandelen. Periodiek wordt het mandje herzien, waarbij de waarde per fonds in het mandje bepaald wordt door de waarde van de vrij verhandelbare aandelen van het fonds. Hierbij is de eindwaarde van het oude mandje steeds gelijk aan de beginwaarde van het nieuwe. Dividend wordt buiten beschouwing gelaten. Een en ander wordt omschreven als een free float market capitalization weighted price index.
De Amsterdamse effectenbeurs is onderdeel van Euronext. De 25 bedrijven die te klein zijn voor de AEX worden weergegeven in de AMX Index en de 25 bedrijven daaronder in de AScX Index.

## Geschiedenis
De AEX is opgericht op 4 maart 1983 onder de naam de EOE-index, genaamd naar de toenmalige optiebeurs de European Options Exchange. De index was een idee van Tjerk Westerterp, destijds directeur van de optiebeurs, die het concept in de Verenigde Staten had opgepikt; het leek hem een goed idee om opties op een beurs te kunnen verhandelen. De optiebeurs was een paar jaar daarvoor in 1978 als eerste optiebeurs in Europa opgericht en kon wel een stimulans gebruiken voor de optiehandel. Tot op dat moment bestond alleen de CBS Herbeleggingsindex, die tweemaal per dag werd berekend en de gemiddelde koersontwikkeling van alle aandelen weergaf. Met de continu uitgerekende AEX-index werd optiehandel op de index mogelijk. De AEX was de eerste aandelenindex in Europa die continu uitgerekend werd, de Duitse DAX, Franse CAC 40 en de Britse FTSE 100 volgden enkele jaren later.
Door het lanceren van de EOE-index konden beleggers vanaf dat moment handelen op bewegingen van de beurs als geheel. De eerste dertien fondsen in de index waren ABN, Ahold, Akzo, Amro, Gist-Brocades, Heineken, Hoogovens, KLM, Koninklijke Olie, Nationale-Nederlanden, Philips, Unilever en Nedlloyd. Deze dertien fondsen waren ook de enige waarop optiehandel geïntroduceerd was. De AEX ging op de tweede handelsdag van maart in 1983 van start, maar de waarde van de index werd fictief teruggerekend tot de stand op de eerste handelsdag van het jaar. Die stond toen op 100 punten. Drie maanden na de start werd ook Aegon toegevoegd. Geleidelijk aan werd de index tot 1990 uitgebreid tot het uiteindelijke aantal van 25 fondsen. Sinds 1 januari 1994 is de naam EOE-index officieel veranderd in AEX. Hoewel de koers van de AEX gezien wordt als graadmeter voor algehele Nederlandse economie is dit verband niet zo eenduidig. Men gaat er grofweg van uit dat de beurskoersen een half jaar voorlopen op de ontwikkelingen in de echte economie.

## Berekening
In de AEX zijn de 25 grootste aandelen (fondsen) van de Amsterdamse beurs opgenomen. Om voor opname in de AEX in aanmerking te komen worden de fondsen gerangschikt naar de marktkapitalisatie van hun vrij verhandelbare aandelen, dus de stukken die niet in vaste handen zijn van grote aandeelhouders. De 25 fondsen waarvan de marktwaarde van de vrij verhandelbare stukken het grootst is, worden in principe opgenomen in de AEX.
De AEX is daarmee een marktkapitalisatiegewogen index: de fondsen met de grootste ondernemingswaarde wegen het zwaarste mee. Het wegingspercentage toegekend op basis van de marktkapitalisatie van de free float, oftewel het aantal aandelen dat vrij verhandelbaar is. Het gewicht van individuele fondsen mag op het moment van de herweging niet groter zijn dan 15% waardoor de invloed van zeer grote ondernemingen, zoals die van ASML, en voorheen Royal Dutch Shell, wordt beperkt. Een beursindex die gedomineerd wordt door één fonds wordt immers niet als nuttig gezien.
De index wordt jaarlijks (en voor specifieke situaties driemaandelijks) geherwaardeerd. Sinds 2008 vindt er daarnaast op de eerste handelsdag van september een interim review plaats waarbij zo nodig opengevallen plaatsen worden opgevuld. Bij elke review wordt het gewicht van elk fonds bepaald als percentage, samen 100%. Dit percentage wordt toegepast op de indexwaarde op dat moment, vermenigvuldigd met €100. Dit bedrag per fonds wordt gedeeld door de koers op dat moment, en zo veel mogelijk afgerond op een geheel getal. Dit is het aantal aandelen van het fonds in het mandje. Tot de volgende review is de index de waarde van het mandje gedeeld door €100. Bij de volgende review verandert het mandje, maar de beginwaarde van het nieuwe mandje is gelijk aan de eindwaarde van het vorige mandje. In februari 2021 was de index bijvoorbeeld op sommige momenten 680, dus de waarde van het mandje was toen €68.000. De index wordt tijdens handelsuren elke 15 seconden uitgerekend.

### Voormalige berekening
Aanvankelijk werd de EOE-index nog eenvoudiger uitgerekend met de formule (nieuwe stand) = (vorige stand) + (gemiddelde procentuele verandering). Zodoende wogen alle fondsen even zwaar waardoor het kleine Gist Brocades een even grote invloed had op de koersontwikkeling als de grote fondsen als ING en Koninklijke Olie. Slimme handelaren manipuleerden de index eenvoudig door grote orders te doen in de kleinere fondsen. Het eerste jaar van de index (1983) was zodoende ook veruit het beste jaar ooit met 61 procent rendement, hoewel dit door het gebroken jaar niet officieel meegeteld wordt. Tegenwoordig is deze makkelijke koersmanipulatie van de index niet meer mogelijk.

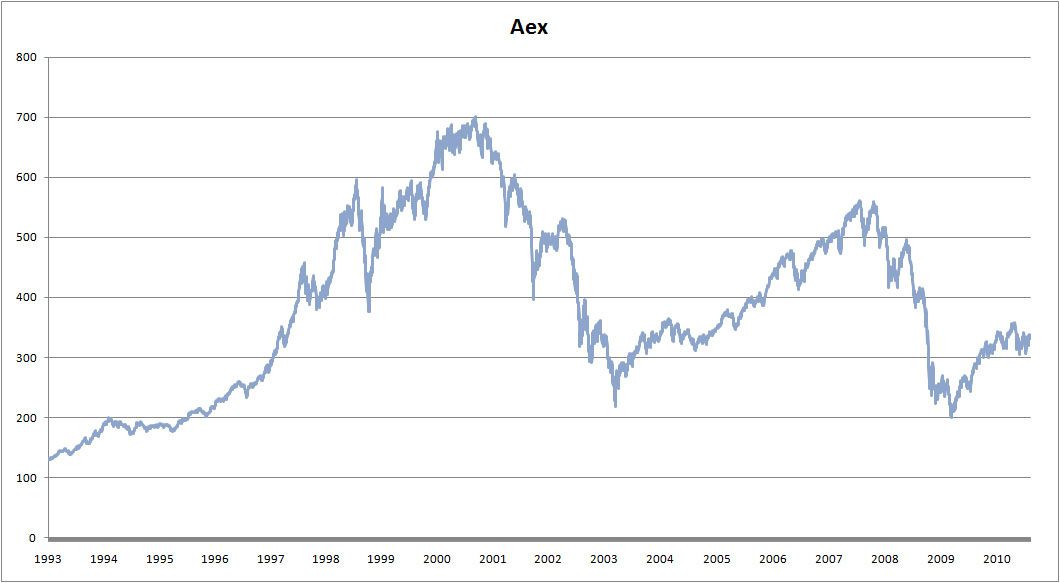
Koersverloop van de AEX-index tussen januari 1993 en juli 2010.

### Verschil met CBS Herbeleggingsindex
In tegenstelling tot de CBS-herbeleggingsindex en de Duitse DAX wordt de hoogte van de index alleen bepaald door de koersen, en bepaalt deze dus alleen het koersrendement. Het totale rendement dat men behaalt indien men het mandje aandelen in bezit heeft omvat ook het dividendrendement.

### Invoering euro
De euro is op de effectenbeurs ingevoerd op 4 januari 1999. De index, die een honderdste was van de waarde in guldens van een bepaald mandje aandelen werd een honderdste van de waarde in euro's van datzelfde mandje aandelen, en daardoor door 2,20371 gedeeld. Anders dan bij de CBS-koersindices moeten bij vergelijkingen van historische waarden van de AEX-index waarden van vóór 1999 dus omgerekend worden. Andere indices in Europa hebben geen omrekening naar de Euro gemaakt.

## Koershistorie
De basis voor de AEX vormen de koersen op 3 januari 1983, waarvan de indexwaarde gesteld werd op 100 punten. Deze 100 punten was in guldens, op basis van euro's begon de AEX op 45,38 punten.
De AEX bereikte op 7 augustus 1997 de oude duizend-puntengrens (in euro’s: 453,78 punten), waar destijds veel ophef over was. De koers noteerde vervolgens zijn hoogtepunt op 4 september 2000, toen de beurs sloot op een koers van 701,56 punten (in euro's). De hoogste "intradag"-koers die dag en was 703,18 punten. Vervolgens zette de koers een dalende lijn in, met als dieptepunt de koers van 12 maart 2003 door het klappen van de internetzeepbel, toen de AEX op 218,44 punten sloot. Na dit dieptepunt steeg de AEX weer en op 2 januari 2007 doorbrak de AEX de magische 500-punten grens. Na een top op 560 punten, wierp in 2008 de kredietcrisis roet in het eten. Het tot nu toe absolute dieptepunt werd bereikt op maandag 9 maart 2009 waar een "intradag"-dieptepunt werd genoteerd van 194,99. De hoogste stand was 949,14 tijdens de beursdag van 15 juli 2024.

### Koersontwikkeling per jaar (rendement exclusief dividend)
| Datum      | Koers  | Jaarrendement | Cumulatief |
| ---------- | ------ | ------------- | ---------- |
| 03-01-1983 | 45,38  | 0%            | 0%         |
| 31-12-1983 | 73,21  | 61%           | 61%        |
| 31-12-1984 | 85,75  | 17%           | 89%        |
| 31-12-1985 | 121,50 | 42%           | 168%       |
| 31-12-1986 | 114,69 | −6%           | 153%       |
| 31-12-1987 | 77,87  | −32%          | 72%        |
| 31-12-1988 | 117,68 | 51%           | 159%       |
| 31-12-1989 | 136,59 | 16%           | 201%       |
| 31-12-1990 | 104,01 | −24%          | 129%       |
| 31-12-1991 | 125,72 | 21%           | 177%       |
| 31-12-1992 | 129,71 | 3%            | 186%       |
| 31-12-1993 | 187,99 | 45%           | 314%       |
| 31-12-1994 | 188,08 | 0%            | 314%       |
| 31-12-1995 | 220,24 | 17%           | 385%       |
| 31-12-1996 | 294,16 | 34%           | 548%       |
| 31-12-1997 | 414,61 | 41%           | 814%       |
| 31-12-1998 | 538,36 | 30%           | 1086%      |
| 31-12-1999 | 671,41 | 25%           | 1380%      |
| 31-12-2000 | 637,60 | −5%           | 1305%      |
| 31-12-2001 | 506,78 | −21%          | 1017%      |
| 31-12-2002 | 322,73 | −36%          | 611%       |
| 31-12-2003 | 337,65 | 5%            | 644%       |
| 31-12-2004 | 348,08 | 3%            | 667%       |
| 31-12-2005 | 436,78 | 25%           | 862%       |
| 31-12-2006 | 495,34 | 13%           | 992%       |
| 31-12-2007 | 515,77 | 4%            | 1037%      |
| 31-12-2008 | 245,94 | −52%          | 442%       |
| 31-12-2009 | 335,33 | 36%           | 639%       |
| 31-12-2010 | 354,57 | 6%            | 681%       |
| 31-12-2011 | 312,47 | −12%          | 589%       |
| 31-12-2012 | 342,71 | 10%           | 655%       |
| 31-12-2013 | 401,79 | 17%           | 785%       |
| 31-12-2014 | 424,47 | 6%            | 835%       |
| 31-12-2015 | 441,82 | 4%            | 874%       |
| 31-12-2016 | 483,17 | 9%            | 965%       |
| 31-12-2017 | 544,58 | 13%           | 1101%      |
| 31-12-2018 | 487,88 | −10%          | 975%       |
| 31-12-2019 | 604,58 | 24%           | 1232%      |
| 31-12-2020 | 624,61 | 3%            | 1276%      |
| 31-12-2021 | 797,93 | 28%           | 1658%      |
| 31-12-2022 | 689,01 | −14%          | 1431%      |
| 31-12-2023 | 786,82 | 14%           | 1634%      |
| 31-12-2024 | 878,63 | 12%           | 1809%      |

### Hypotheek-, krediet-, banken-, schulden-, landen-, politieke, eurocrisis 2008–2014

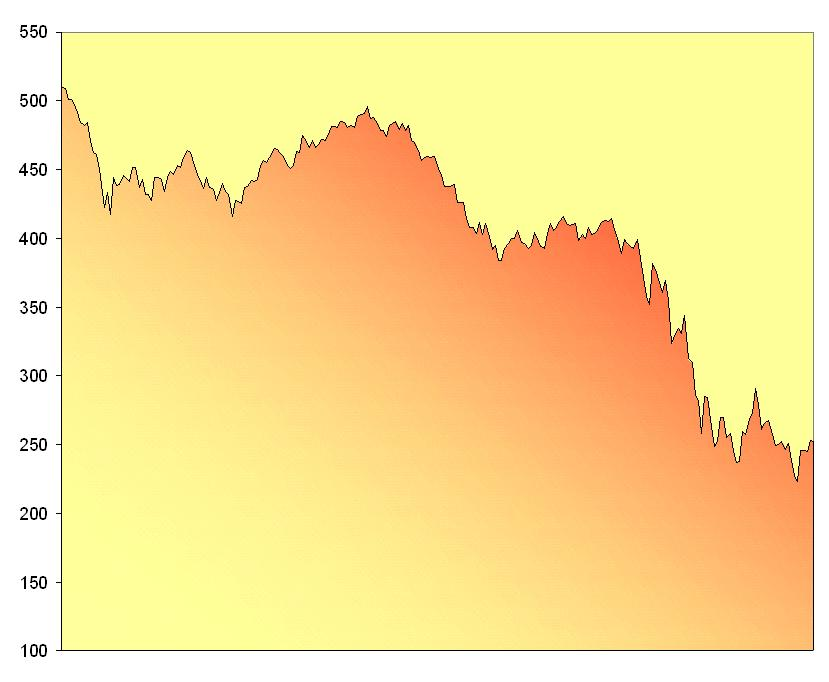
AEX in 2008 tijdens de kredietcrisis van januari tot en met november

De AEX daalde in januari 2008 door de toenemende onzekerheid op de Amerikaanse hypotheekmarkt naar een dieptepunt van 401 punten. Mede door de grote weging van financiële instellingen zoals Fortis, Aegon en ING fluctueerde de AEX hevig door berichten over de Amerikaanse hypotheekmarkt en een ophanden zijnde recessie in de Verenigde Staten.
Na een kort herstel in het voorjaar van 2008 tot bijna 500 punten, ging het onder aanvoering van de financiële waarden wederom snel bergafwaarts met de AEX. Maandag 29 september 2008 daalde de index 8,8 procent en een week later op 6 oktober 2008 was het nog dramatischer met een daling van ruim 9 procent. Als gevolg van de zich uitbreidende kredietcrisis daalde de AEX op 8 oktober 2008 onder de 300 puntengrens. De paniek was compleet toen Wall Street op donderdag 9 oktober 2008 nog eens met meer dan 7 procent daalde. Als gevolg hiervan daalde de AEX op vrijdag 10 oktober 2008 met nog eens bijna 10 procent tot een tussentijds dieptepunt van 254 punten. Na een kort herstel tot boven de 300 punten, begon de AEX, als gevolg van de razendsnel om zich heen grijpende diepe wereldwijde recessie, opnieuw te dalen. Op 21 november 2008 was het dieptepunt 220,12, niet veel hoger dan het "intradag"-dieptepunt van 217,80 punten van 12 maart 2003. Hierna veerden de koersen weer op tot ongeveer 250 punten.
Op 31 december sloot de AEX 2008 af op 245,94 punten. Vergeleken met de slotstand van 31 december 2007 van 515,77 daalde de AEX met bijna 270 punten ofwel 52 procent. Hiermee was 2008 het slechtste beleggingsjaar sinds de introductie van de AEX. Wereldwijd gezien bevond de AEX zich hiermee onderaan in de rangorden van indices. Over de periode 1998-2008 was de AEX zelfs de slechtst presterende index ter wereld, op IJsland na.
2009 begon voor de AEX hoopvol. De koers steeg tot ongeveer 270 punten, maar een verdere verdieping van de kredietcrisis bracht de AEX in maart onder de 200 punten. Het dieptepunt werd bereikt op maandag 9 maart waar een "intradag"-dieptepunt werd genoteerd van 194,99. De laatste keer dat de AEX zich onder de 200 punten bevond was op 6 juli 1995. Na het dieptepunt op 9 maart vond er gedurende de rest van het jaar een sterke stijging plaats. Het hoogtepunt van 2009 was 338,22 op dinsdag 29 december. Vanaf het dieptepunt tot het hoogtepunt van 2009 is de AEX ongeveer 73 procent gestegen. Op 31 december sloot de AEX 2009 af op 335,33 punten. Hiermee was 2009 het beste jaar voor de AEX uit het afgelopen decennium.
Op 31 december sloot de AEX 2010 af op 354,57 punten, een stijging van een kleine zes procent ten opzichte van de slotkoers van 2009. De AEX bleef gevangen in de neutrale bandbreedte tussen 300 en 360 punten.
2011 begon met een voortzetting van de stijging in de laatste maanden van 2010. Op 18 februari reikte de AEX tot een stand van 374,19 punten. Na een dip in maart tot 345 punten en een lagere top in mei rond 370, begon in de maanden daarna een gestage daling van de AEX. Vanaf augustus domineerde de Eurocrisis wereldwijd de beurzen. Op 22 september werd de laagste slotkoers van 2011 neergezet op 263,44. Een eindejaarsrally als gevolg van nieuwe afspraken die Europese regeringsleiders op 9 december maakten om de Eurocrisis te bezweren tilde de AEX op vrijdag 30 december uiteindelijk naar een slotstand van 312,47 punten. Een jaarverlies van bijna 12%, waarmee het jaar 2011, wat vooraf door analisten werd betiteld als "het jaar van het aandeel", een verloren jaar werd voor AEX-beleggers.
In de eerste maanden van 2012 zette de rally van de laatste maanden van 2011 zich voort en bereikte de AEX een stand van 337 punten. Een volgend hoofdstuk in de Eurocrisis zorgde echter weer voor een forse daling tot 281 punten op 4 juni, waarna hernieuwde hoop op een oplossing van de Eurocrisis de koersen liet stijgen tot het jaarrecord van 346,86 punten op 20 december. Op 31 december 2012 sloot de AEX op 342,71, een stijging van 10% ten opzichte van het jaar daarvoor. Hiermee stond de AEX weer nagenoeg op de beginstand van dit decennium.
In 2013 steeg de AEX aanvankelijk tot een stand van bijna 375 in mei. Daarna vond een correctie plaats van circa 15%, waarna een gestage opgang van start ging. In november stokte de opmars juist onder de 400-puntengrens, waarna nieuws over de Amerikaanse 'tapering' de beurzen wereldwijd onder druk zette. De 400-puntengrens leek voor 2013 uit beeld te zijn, maar positief nieuws over de Amerikaanse 'tapering' zette een eindejaarsrally in gang die op 27 december uiteindelijk de AEX boven de 400 punten bracht. Dit was de eerste maal sinds de crisis in 2008 uitbrak. De AEX besloot uiteindelijk het jaar op het hoogste punt van het jaar op 401,79 (intradag 401,92).

### Grootste koersuitslagen per dag
De AEX heeft verschillende grote uitslagen gekend. De meeste grote uitslagen omhoog én omlaag vinden plaats in hetzelfde jaar. Tot het uitbreken van de kredietcrisis in 2008 was vooral het jaar 1987 sterk vertegenwoordigd met als opvallendste notering de grootste daling op één dag op Zwarte maandag op 19 oktober. Door de gevolgen van de kredietcrisis is het jaar 2008 prominenter vertegenwoordigd in de statistieken dan 1987. De daling na de aanslagen op het World Trade Center op 11 september 2001 valt met -6,95% net buiten de top tien koersdalingen. Na de wereldwijde uitbraak van SARS-CoV-2 leed de AEX op 12 maart 2020 het grootste verlies in de 21e eeuw; een daling van -10,75%.
 Grootste verliezen AEX op een handelsdag:
1. 19 oktober 1987 (-12,00%; "Zwarte maandag")
2. 12 maart 2020 (-10,75%)[13]
3. 26 oktober 1987 (-9,27%)
4. 24 augustus 2015 (-9,26%)[14]
5. 6 oktober 2008 (-9,14%)[15]
6. 29 september 2008 (-8,75%)
7. 10 oktober 2008 (-8,48%)
8. 24 juni 2016 (-8%)[16]
9. 8 oktober 2008 (-7,68%)
10. 9 maart 2020 (-7,65%)[17]

 Grootste winsten AEX op een handelsdag:
1. 11 november 1987 (11,83%)
2. 13 oktober 2008 (10,55%)
3. 24 november 2008 (10,29%)
4. 13 maart 2003 (9,98%)
5. 21 oktober 1987 (9,21%)
6. 29 oktober 2008 (9,09%)
7. 24 maart 2020 (8,97%)
8. 12 november 1987 (8,7%)
9. 19 september 2008 (8,58%)
10. 8 december 2008 (8,14%)

### Grootste koersuitslagen per maand
Hoe breder de tijdspanne is waarin men de koersuitslagen bekijkt, hoe meer de dagelijkse uitschieters elkaar compenseren. Opvallend is dat de eerste jaren na de introductie van de AEX frequent voorkomen in positieve uitslagen per maand. Dit komt mede door de afwijkende manier van indexberekening in de eerste jaren, waarbij koersuitslagen in kleine fondsen grote invloed hadden op de algehele AEX. Omdat de stand van de AEX niet gecompenseerd wordt voor het uitgekeerde dividend van de aandelen is dit rendement niet meegenomen. Het meeste dividend wordt in april uitgekeerd.
 Grootste verliezen AEX per maand:
1. oktober 1987 (-27,53%)
2. september 2002 (-20,25%)
3. september 2008 (-19,71%)
4. oktober 2008 (-19,23%)
5. november 1987 (-17,79%)
6. juli 2002 (-17,30%)
7. januari 2008 (-14,43%)
8. september 1998 (-14,03%)
9. september 2001 (-13,32%)
10. augustus 1990 (-12,68%)

 Grootste winsten AEX per maand:
1. maart 1983 (17,52%)
2. januari 1984 (17,28%)
3. oktober 2002 (15,68%)
4. juli 1997 (14,14%; de campinghausse)
5. april 2003 (13,72%)
6. november 2020 (13,51%)
7. februari 1998 (11,88%)
8. juni 1983 (11,83%)
9. juni 1988 (11,77%)
10. december 1999 (11,51%)

## Afgeleide producten op de AEX

### Future
Er zijn AEX-index Futures (code FTI, dat staat voor Financiële Termijn Index), waarbij een indexpunt correspondeert met €200, en AEX-Index Mini Futures (code MFA), waarbij een indexpunt correspondeert met €20.
Zo kan men relatief eenvoudig en goedkoop handelen in het hele mandje aandelen. De minimale tick grootte is 0,05 punt. Ze worden op beursdagen verhandeld tussen 8:00 en 22:00 uur. De handel in de futures gaat dus eerder van start dan de aandelen waarop ze betrekking hebben, en gaat ook langer door.
De wijze van afwikkeling is daily cash settlement. Dit komt neer op het dagelijks inruilen van de future voor een nieuwe met dezelfde einddatum, maar met de actuele afwikkelingsprijs (daily settlement price, DSP) voor zulke futures. De uiteindelijke cash settlement is dan gewoon de laatste dagelijkse. Deze uitbetaling op de afloopdatum wordt berekend door de afwikkelingsprijs die een dag eerder is vastgesteld (de toen afgesproken koopprijs) af te trekken van een bedrag van aantal euro gelijk aan de index op de afloopdatum (de waarde van het gekochte), en dit te vermenigvuldigen met 200 of 20 voor de contractgrootte, en te vermenigvuldigen met het aantal contracten (een positief of negatief geheel getal). De laatste afrekening hangt dus geheel af van de index, en verder niet van vraag en aanbod op de futuremarkt.
De notering van de afwikkelingsprijs is in de vorm van een getal in de buurt van de index. Voor de daadwerkelijke afwikkelingsprijs moet dit getal nog vermenigvuldigd worden met het bedrag per punt. Hoe langer de resterende looptijd, hoe verder de notering van de afwikkelingsprijs onder de index ligt, ter compensatie van het mislopen van het dividend.

### Opties
Er vindt een levendige handel plaats in opties op de AEX-index. Deze opties op de AEX zijn oorspronkelijk ook de reden van de introductie van deze index in 1983. De standaardopties op de index hebben een maximale looptijd van vijf jaar. In 2007 zijn er echter ook weekopties geïntroduceerd die elke week aflopen. Eind maart 2008 zijn er ook dagelijks aflopende opties geïntroduceerd die een looptijd hebben van slechts een dag (de daily's). Hiermee is de Amsterdamse optiebeurs de eerste in Europa.

### Trackers
Een tracker is in feite een aandeel dat - zo goed als mogelijk - een bepaalde index volgt, beleggen in indextrackers wordt daarom ook wel indexbeleggen genoemd. Het beleggingsbeleid wordt altijd volgens een vooraf vastgelegd stramien gevoerd. Daarom heet indexbeleggen ook wel passief beleggen, de beheerder is passief, volgzaam, en onderneemt alleen actie als de index die hij volgt verandert, hij voert deze wijzigingen dan ook door in zijn fonds. Dit in tegenstelling tot een actieve fondsmanager die de vrijheid heeft om geheel naar eigen inzicht te handelen om de markt te verslaan.
De koers van een indextracker heeft (vrijwel exact) hetzelfde verloop als de koers van de index zelf. Een verschil tussen de twee kan verklaard worden door de kosten die de beheerder van de indextracker moet maken. De koers van de tracker is gekoppeld aan de koers van de index, vaak in een verhouding 1:10. Dus als de AEX op 680 staat, zal de AEX Tracker ongeveer 68 euro noteren.
Dividend kan worden doorgegeven, met inhouding van de kosten van de tracker.
De formele naam voor de tracker is een ETF, oftewel een exchange-traded fund. Dat wil zeggen dat de aandelen van een ETF aan een effectenbeurs staan genoteerd in een doorlopende notering en dus gedurende de gehele beursdag worden verhandeld.

## Kritiek op de AEX-index
Er kleeft een aantal bezwaren aan de AEX-index als maatstaf voor de Nederlandse beurs en economie. Analisten zijn vrijwel unaniem van mening dat de verdeling van de fondsen in de index scheef is. De weging van de financiële instellingen gold voor het uitbreken van de kredietcrisis als onevenredig zwaar met bijna 40%. Anno 2022 wordt de index juist overheerst door bedrijven uit de chipsector, zoals ASML, ASM International en BE Semiconductor Industries. Bovendien ontbreken ondernemingen uit andere sectoren zoals de automobielindustrie. 
Ten tweede zijn er ook ondernemingen opgenomen die nauwelijks enige binding met Nederland hebben, zoals zwaargewicht ArcelorMittal en in een verder verleden Gucci. Voor veel wetenschappelijke analyses maakt men daarnaast geen gebruik van de AEX door de beperkte koershistorie. Als de oudste beursindex van Europa loopt de geschiedenis evengoed slechts tot 1983, terwijl de Amerikaanse S&P 500 en Dow Jones van start gingen in 1957 respectievelijk 1896. Ten slotte is de relevantie van nationale indices aan het afbrokkelen omdat beleggers en vermogensbeheerders internationaler opereren en hun prestaties niet langer koppelen aan de AEX maar aan internationale indices zoals met name de Euro Stoxx 50 en de Stoxx Europe 600. Voor Nederland blijft de AEX echter een sterk merk dat grote naamsbekendheid kent en in de media ook gevolgd wordt als mandje van grote bedrijven.

## Samenstelling
De exacte weging van de index verandert dagelijks, omdat bijvoorbeeld sterk gestegen aandelen aan wegingspercentage winnen. Herweging vindt tweemaal per jaar plaats na de eerste handelsdag van maart en van september, en in het geval van het verdwijnen van aandelen van de beurs (overname, faillissement) of het uitkeren van superdividend zullen er kleine aanpassingen gemaakt worden. Standaard telt de AEX-index 25 aandelen.
In maart 2007 kwamen Mittal en Randstad in de AEX en Getronics verhuisde naar de Midkap index waarna het door de overname door KPN helemaal van de beurs is verdwenen. Door meerdere overnames werd Mittal plotseling een onderneming met een grote omvang. Daardoor is deze debutant onmiddellijk een zwaargewicht in de index, wat een uitzonderlijke situatie is. Op 10 oktober 2007 verdween zwaargewicht ABN AMRO uit de index en later diezelfde maand volgde Numico na de overname door Danone. De AEX-index telde vanaf 4 maart 2008 weer 25 fondsen, maar na een week werd Hagemeyer overgenomen; ook de fondsen Vedior, Corporate Express en Tele Atlas verdwenen door overname uit de index, zodat de index van juli 2008 tot september 2008 maar 21 fondsen telde. In maart 2009 werden Fortis en USG People vervangen door Air France-KLM en Boskalis.
Sinds de splitsing van ArcelorMittal in ArcelorMittal en roestvaststaalpoot Aperam, bestond de AEX-index in 2011 tijdelijk uit 26 bedrijven. Bij de herweging van de AEX-index per 18 maart 2011 werd bouwbedrijf BAM naar de Midkap gedegradeerd. TNT splitste zich in twee aandelen: TNT Express en PostNL. Bij een tussentijdse herweging na het slot van vrijdag 17 juni 2011, werd Wereldhave uit de index verwijderd. In oktober 2012 werd het aandeel D.E. Master Blenders 1753 opgenomen in de AEX-index en nam de plaats in van Tom Tom. Per 24 juni 2013 heeft Gemalto plaatsgenomen in de AEX, ten koste van Aperam. Op 23 september heeft Ziggo de plaats overgenomen van  D.E. Master Blenders 1753. Bij de jaarlijkse herziening van 24 maart 2014 werden Air France-KLM, PostNL en Imtech uit de index verwijderd en vervangen door Boskalis, Delta Lloyd en OCI.
Per 21 maart 2016 kwamen ABN AMRO en SBM Offshore weer in de AEX. De twee verdrongen Delta Lloyd en OCI naar de AMX index. Per 20 juni 2016 verving het biotechnologiebedrijf Galapagos het door FedEx overgenomen TNT Express.
Per 19 maart 2018 verhuisden ASR Nederland en Philips Lighting van de AMX naar de AEX, op deze datum gingen Boskalis en SBM Offshore naar de AMX. Per 18 maart 2019 kwamen Adyen en IMCD van de AMX naar de AEX. Verlichtingsbedrijf Signify en Altice hebben plaats gemaakt en zijn beide naar de AMX gegaan. Per 29 maart heeft Gemalto de AEX verlaten en de index telde tijdelijk 24 fondsen. Per 11 juni 2019 is Takeaway.com gepromoveerd naar de AEX-index, waarmee ze de plek van Gemalto vervangt. Op 23 maart 2020 kwamen ASM International en Just Eat Takeaway in de AEX ter vervanging van Aalberts en Vopak. In maart 2021 degradeerden ABN AMRO en Galapagos naar de AMX en werden Besi en Signify toegelaten tot de AEX. Op 20 december 2021 nam Universal Music Group de plaats in van ASR Nederland. Op 19 december 2022 nam Exor de plaats in van Just Eat Takeaway in de index.
Samenstelling 21 maart 2023:
| Company               | Sector                           | Ticker symbol |
| --------------------- | -------------------------------- | ------------- |
| ABN AMRO Bank         | Bankactiviteiten                 | ABN           |
| Adyen                 | Betalingsverwerkingsbedrijf      | ADYEN         |
| Aegon                 | Levensverzekeringen              | AGN           |
| Ahold Delhaize        | Supermarkten en retail           | AD            |
| Akzo Nobel            | Verf- en coatingfabrikant        | AKZA          |
| ArcelorMittal         | IJzer en staal                   | MT            |
| ASM International     | Halfgeleiderindustrie            | ASM           |
| ASML                  | Chipmachines                     | ASML          |
| ASR Nederland         | Verzekeringen                    | ASRNL         |
| Besi                  | Halfgeleiderindustrie            | BESI          |
| DSM-Firmenich         | Chemie- en biotechnologie        | DSFIR         |
| Exor                  | Investeringsmaatschappij         | EXOR          |
| Heineken              | Bierbrouwer                      | HEIA          |
| IMCD                  | Chemicaliëndistributie           | IMCD          |
| ING Group             | Bankactiviteiten                 | INGA          |
| KPN                   | Telecommunicatie                 | KPN           |
| Nationale-Nederlanden | Levensverzekeringen              | NN            |
| Philips               | Medische technologie             | PHIA          |
| Prosus                | Internettechnologie              | PRX           |
| Randstad Holding      | Uitzendonderneming               | RAND          |
| RELX                  | Uitgeverij                       | REN           |
| Shell plc             | Olie en gas                      | RDSA          |
| Unilever              | Voedsel- en verzorgingsproducten | UNA           |
| Universal Music Group | Muziekuitgever                   | UMG           |
| Wolters Kluwer        | Uitgeverij                       | WKL           |